# Облога Смоленська (1632—1634)
Обло́га Смоле́нська (1632-34) була центральним епізодом Смоленської війни.

## Облога Смоленська

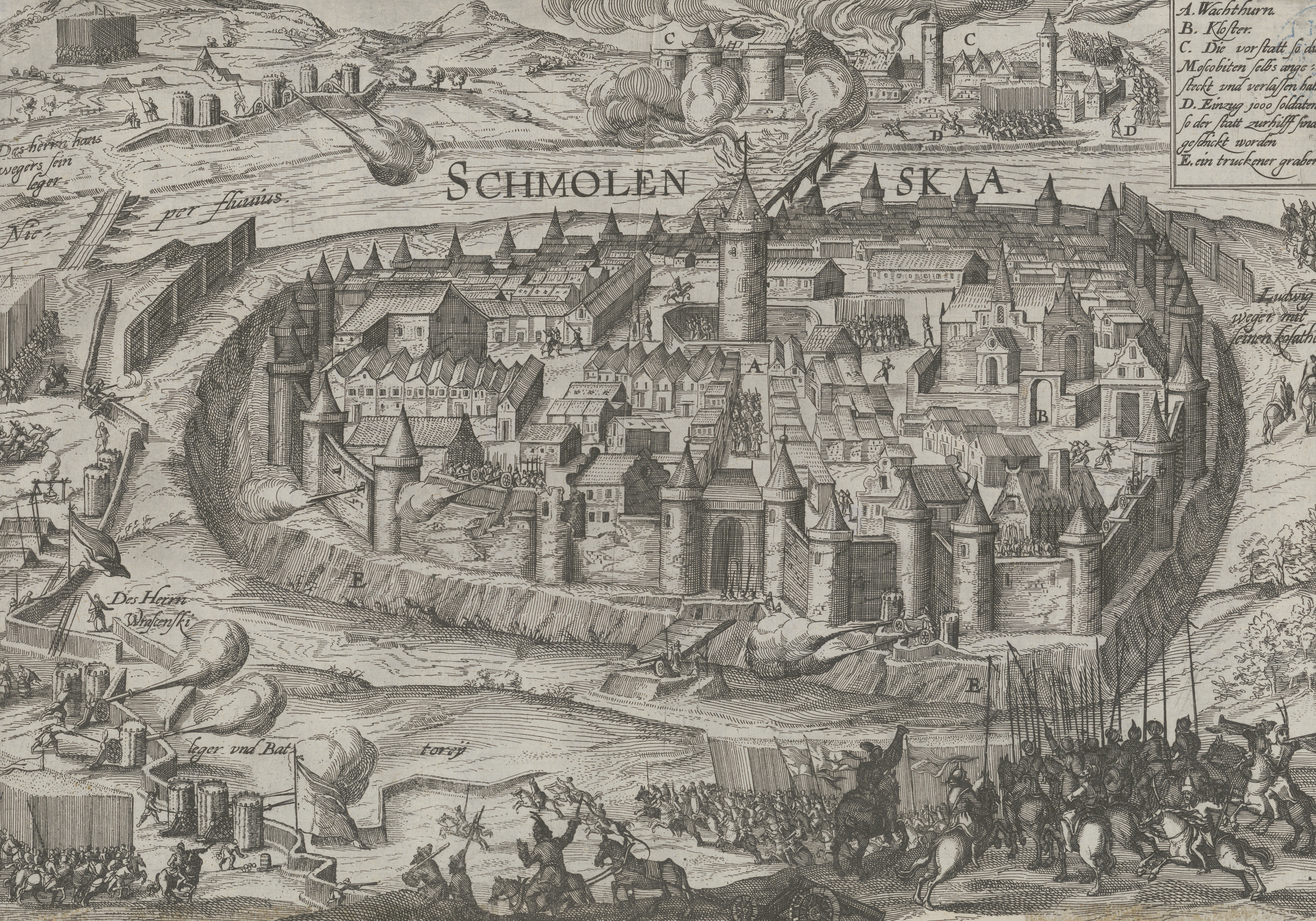
Укріплення Смоленська

Війна почалася наступом московської армії на Литву. У жовтні 34,5 тисяч солдатів (у тому числі 3 тисячі найманців із Західної Європи) боярина Михайла Шеїна, героя Смоленської оборони 1609-11 років, із 150 гарматами підійшли до Смоленська, який захищало 1600 вояків коронного війська, підпертих 1000 посполитого рушення шляхти Смоленського воєводства. На чолі оборонців стояв капітан С.Соколінський та поручник Я.Воєводський.
Допоміжні московські загони оволоділи меншими фортецями в окрузі (Біла, Невель, Серпейськ, Стародуб), але укріплений Смоленськ сходу узяти не вдалося, і в грудні 1632 він був обложений. У березні 1633 року до фортеці підтягли облоговий арсенал, що включав 7 великих мортир, що стріляли ядрами вагою від одного до двох пудів. Після тривалого бомбардування московити двічі штурмували Смоленськ, але обидва рази з великими втратами відступали.
До невдач московського штурму не в останню чергу призвело те, що укріплення Смоленська було незадовго до війни були відремонтовані та покращені зусиллями смоленського воєводи Олександра Ґосєвського.

Медаль, відбита на честь капітуляції воєводи Шеїна під Смоленськом у 1634 році. На коні король Владислав, перед ним на колінах московські воєводи, за ними московські війська складають свої прапори. Тлом є вид Смоленська

## Зняття московської блокади Смоленська
Облога затягнулася, а у вересні 1633 року новий король Владислав IV підійшов до Смоленська з 15-тисячним регулярним військом та 12 тисячами запорозьких козаків, що прибули до королівського табору 17 вересня 1633 року на чолі із своїм гетьманом Тимошем Орендаренком.
Запорожці відіграли помітну роль у боях під Смоленськом. Передовсім, вони дали велику допомогу у розвідці сил ворога: вже в перші дні привели королеві кілька полонених (литовський гетьман Радзивілл пише про одного запорожця, що переплив Дніпро і зачаївся під водою, поки не зміг зненацька схопити якогось москвина і привести його у польський табір)
У вирішальних боях 20-22 вересня 1633 року запорожці були долучені до колони литовського гетьмана Радзивілла, завданням якої було атакувати шанці московського генерала Матіссона на північному березі Дніпра та блокувати плацдарм, зайнятий коло переправ на північний берег кіннотою воєводи Прозоровського.
20 вересня бої не принесли успіху польській стороні. Тим часом 21 вересня виявилося днем важкого випробування для запорожців. Козаки мали захищати литовців Радзивілла, що знов атакували шанці Матіссона, від можливого удару московського війська з тилу. Тим часом воєвода Прозоровський зміг перевести на північний берег не лише помісну кінноту, але й драгунів під командуванням д'Еберта. Загалом запорожців атакувало 5000-6000 московської кавалерії, і вони почали відступати. Але силу удару ворога було притуплено, і контратака всієї литовської кавалерії, до якої долучилися і запорожці, вибила вояків Прозоровського назад до переправи. Під кінець дня козаки стали будувати власні шанці, щоб заблокувати нові спроби атак з боку Прозоровського.
Новозбудовані шанці стали у пригоді вже наступного дня, коли допомогли козакам відбити нову атаку московитів. Надихнуті своїм успіхом, три тисячі козаків вплав дісталися на південний берег Дніпра і шабельною атакою знищили залогу московських мушкетерів.)
3 жовтня королеві Владиславу вдалося прорвати блокаду Смоленська та з'єднатися із гарнізоном.

## Блокада і капітуляція московського війська
В грудні армія Речі Посполитої зуміла в свою чергу оточити армію Шеїна. Московська армія князів В.Черкаського і Є.Мишецького, направлена на допомогу Шеїну, не наважилася атакувати поляків і відійшла до Дорогобужа.
Заблокувавши Шеїна, Владислав зміг відрядити частину війська на схід. Полякам вдалося наскоком відбити Дорогобуж, після чого польські та козацькі загони почали в свою чергу пустошити села Московського царства, від Великих Лук і Ржова до Можайська, Калуги і Козельська.
Багато дворян і найманців, що потрапили у блокаду під Смоленськом, не бажаючи потерпати від голоду і хвороб, покидали російський табір і переходили до Владислава.

Переговори про капітуляцію почалися 12 лютого і були проведені в штаб-квартирі Зигмунта Радзивіла. На чолі польської делегації був королівський секретар Анджей Рей, в його склад увійшли Миколай Абрамович, Миколай Корф, Джеймс Батлер, Рейнгольд Розен, Харлінський, Ян Теофіл Москожевський і Страхоцький. Російську делегацію очолив Олександр Леслі. До її складу входили Федір Сухотін, Озеринський, Ларишкін та полковник Шарль д'Ебер.

Переговори завершились капітуляційним договором, укладеним 25 лютого 1634 р.

1 березня 1634 року Шеїн капітулював.
Половина (близько тисячі) європейських найманців після капітуляції перейшли на службу до Владислава, а Шеїн з 8-тисячними рештками війська отримав право повернутися до Москви, залишивши Владиславу всю артилерію і табірне майно. До рук поляків потрапило 118 гармат, 8 тисяч мушкетів і 129 прапорів. У Москві поразку сприйняли дуже болісно. Шеїна звинуватили в зраді й скарали на горло.